# Night Warriors: Darkstalkers' Revenge (serie animata)
Night Warriors: Darkstalkers' Revenge, conosciuta in Giappone come Vampire Hunter: The Animated Series (ヴァンパイアハンター THE ANIMATED SERIES?, Vanpaia Hantā - The Animated Series) è una serie OVA anime di quattro episodi prodotto dallo studio Madhouse in associazione con la DR Movie sotto licenza della Capcom. La serie è stata diretta da Masashi Ikeda ed originariamente pubblicata nel 1997.
La versione in italiano è stata pubblicata in quattro VHS da Dynamic Italia nel 2000, ed è stata trasmessa in prima TV su Supersix dal 6 al 27 luglio 2024.
L'anime è ispirato alla serie di videogiochi Darkstalkers della Capcom. I personaggi sono disegnati da Shukō Murase mentre le animazioni sono curate da Asami Endo e Yoshinori Kanada. La sigla finale della serie, Trouble Man è interpretata da Eikichi Yazawa, ed è stata utilizzata anche come sigla d'apertura del videogioco Darkstalkers: The Night Warriors.

## Personaggi e doppiatori
- Demitri Maximoff: Akio Ōtsuka, Alessandro Rossi
- Donovan: Unshō Ishizuka, Francesco Pannofino
- Felicia: Yukana, Federica De Bortoli
- Gallon: (Jonathan Talbarin) Fumihiko Tachiki, Massimo Pizzirani
- Hannya: Masashi Ebara, Claudio Fattoretto
- Huitzil: Roberto Gammino, Simone Mori
- Hsien-Ko:
- Lei-Lei: Yūko Miyamura, Georgia Lepore
- Lin-Lin (Mei-Ling): Maya Okamoto, Rossella Acerbo
- Morrigan Aensland: Rei Sakuma, Barbara De Bortoli
- Anita: Akiko Yajima, Gemma Donati
- Pyron: Shinji Ogawa, Nino Prester
- Zabel Zarock (Lord Raptor): Kōichi Yamadera, Massimo De Ambrosis
- Bishamon: Shōzō Iizuka, Angelo Nicotra

## Episodi
| n° | Titolo inglese                                       | Titolo italiano            | Prima TV originale |
| -- | ---------------------------------------------------- | -------------------------- | ------------------ |
| 1  | Return of the Darkstalkers                           | Le creature delle tenebre  | 21 marzo 1997      |
| 2  | Blood of the Darkstalkers, Power of the Darkstalkers | Il sangue delle tenebre    | 21 settembre 1997  |
| 3  | Pyron Descending                                     | Le figlie delle tenebre    | 21 marzo 1998      |
| 4  | For Whom They Fight                                  | La sconfitta delle tenebre | 21 settembre 1998  |